# Lissosculpta ceylonica
Lissosculpta ceylonica är en stekelart som först beskrevs av Cameron 1905.  Lissosculpta ceylonica ingår i släktet Lissosculpta och familjen brokparasitsteklar. Inga underarter finns listade i Catalogue of Life.